# 하쿠이역
하쿠이역(일본어: 羽咋駅)은 일본 이시카와현 하쿠이시에 위치한 서일본 여객철도 나나오 선의 철도역이다. 단선 · 섬식의 형태를 합친 2면 3선 구조의 복합 승강장을 갖춘 지상역이다.

## 타는 곳
| 1 | ■ 나나오 선 | 하행 | 나나오 방면            |                   |
| 2 | ■ 나나오 선 | 상행 | 쓰바타 · 가나자와 방면 |                   |
| 3 | ■ 나나오 선 | 상행 | 쓰바타 · 가나자와 방면 | 일부의 보통열차만 |
| 3 | ■ 나나오 선 | 하행 | 나나오 방면            | 일부의 보통열차만 |

## 이용 현황
| 승차 인원 추이 | 승차 인원 추이 |
| 연도           | 1일 평균       |
| -------------- | -------------- |
| 2002           | 1,571          |
| 2003           | 1,512          |
| 2004           | 1,440          |
| 2005           | 1,430          |
| 2006           | 1,422          |
| 2007           | 1,392          |
| 2008           | 1,379          |
| 2009           | 1,347          |
| 2010           | 1,354          |
| 2011           | 1,350          |
| 2012           | 1,331          |
| 2013           | 1,360          |
| 2014           | 1,263          |

## 역 주변
- 국도 제249호선 · 국도 제415호선
- 하쿠이 시청
- 지리하마 해수욕장

## 인접 역
| 서일본 여객철도 ■ 나나오 선         | 서일본 여객철도 ■ 나나오 선 | 서일본 여객철도 ■ 나나오 선 |
| ----------------------------------- | --------------------------- | --------------------------- |
| 미나미하쿠이 가나자와 · 쓰바타 방면 | 나나오 선                   | 지지 와쿠라온센 방면        |